# 北の湖敏満
北の湖 敏満 （きたのうみ としみつ、1953年（昭和28年）5月16日 - 2015年（平成27年）11月20日）は、相撲力士。位階は従四位。
北海道有珠郡壮瞥町出身で三保ヶ関部屋に所属した。大相撲第55代横綱。本名は小畑 敏満（おばた としみつ）。血液型はAB型。元日本相撲協会理事長（第9代、第12代）。従四位。息子は俳優の北斗潤。

## 来歴

### 誕生
1953年（昭和28年）5月16日（土曜日）、有珠郡の農業協同組合職員の家で8人兄弟の7番目、四男として誕生した。奇しくもこの日はNHKによって初めてテレビの大相撲中継が行われた日であった。当時は同じ北海道松前郡出身で第41代横綱・千代の山の全盛期であった。
幼い頃から食欲旺盛だったことから堅太りであった。母は平成初期に「今のように物の豊富な時代でないからねえ。8人も兄弟がいるから、自分だけたくさん食べるわけにいかない。みんなが食べた後で、おひつに残ったご飯をたいらげていた。納豆があの子のごちそうで、弁当にも納豆を入れてくれと」とスポーツ紙に当時に関する証言を寄せている。特に小学校6年生からの成長ぶりが著しく、12歳の時に身長160cm強、体重60kg程度の体格だったものが、13歳の中学1年生の時点で、既に身長173cm、体重100kgに達していた。恵まれた体格であってもただの巨漢ではなくスポーツ万能、特に柔道は滅法強く、中学1年生で初段となり、町の柔道大会「胆振西部大会」では体格も倍以上あった高校生を破って優勝した。柔道が得意であったが、好きなスポーツは野球であった。体が大きいからと、ソフトボールでも左打ちをさせられたが、それでも球はさくを越えた。一方で相撲はというと経験が皆無であり、それこそ「お祭りで相撲大会がある時は、ズボンの上からまわしを締めていましたからね。まわしを締めて本格的に相撲を習ったというのは、純粋にこの世界に入ってからのことなんですよ」と本人が後年述懐するほどであった。　傷つきやすいもの、傷ついたものに対して、人一倍神経がこまやかであり、小学校時代の同級生は「木になっているリンゴをもいでくれた。ボートに乗るといつもこぎ手を買って出た。体をぶつけ合うたぐいの遊びでは、絶対に本気を出さなかった。彼の周りにはいつも体の小さな子が寄り添っていた」と話していた。

### 入門〜スピード出世
「北海道南部に怪童あり」との噂を聞きつけた多くの相撲部屋から熱心に勧誘され、中学へ入学した頃には引退したばかりの北葉山が自身の元を訪れたこともあったが、女将が手編みの靴下を送ってくれたことで三保ヶ関部屋に入門。母は何度も入門を反対し、根負けして入門を認めた際には「強くなるまで帰ってくるな」と言った。後年本人は「現役時代は、あの言葉があったから、がんばれました。どんな時でも耐えることができたんです」と明かしており「うちの母ちゃんは、えらかったよ。13歳の息子に帰ってくるなって言えたんだよ。自分が子供を持つようになって分かるけど、とてもじゃないけど自分の息子に“帰ってくるな”なんて言えないよ。あの時、どんな思いでオレに、あの言葉を言ったのかと思うと、すごいなぁって思うよ。相当な覚悟がなければ言えませんよ」と感想を述べてもいる。北海道を出発した際には「東京に行きたいなー」「飛行機に乗れてうれしいなー」などと思っていたが、飛行機の中から昭和新山や洞爺湖を眺めた時、飛行機から降りたくなったという。入門に際して北海道から上京して墨田区立両国中学校へ転校した。
1967年1月場所に中学1年13歳7ケ月で、9代三保ヶ関の長男であり、後に大関となる増位山 (後に10代三保ヶ関) とともに初土俵を踏む。四股名の「北の湖」は、故郷にある洞爺湖にちなんで9代三保ヶ関が命名した。湖を「うみ」と読ませたきっかけは水上勉の小説「湖の琴」 (うみのこと) からで、同作が東映で映画化された時の宣伝ポスターを師匠が目にし、「湖 (みずうみ) を『うみ』と読ませるのか」と驚き、そこから着想を得たという。ちなみに北の湖は改名の多い角界においては、初土俵から引退まで一度も四股名を変えたことのない珍しい力士だった（結果的に一代年寄を授与されたため、親方時代も含め、50年近くにわたって「北の湖敏満」であった）。下位時代には四股名の読みが定着しておらず、人によっては「きたのこ」と呼ぶことがあった。口の悪い記者たちは、仲間内でずっと蔑称のように「きたのこ」呼ばわりしていた。
中学生の頃から得意だった柔道を始め、野球・水泳・スキーで鍛えたスポーツ万能の体を生かしてスピード出世し、最年少昇進記録 (当時) を次々に樹立。三段目で一度だけ7戦全敗したことがあり、幕下時代に虫垂炎と右足首の亀裂骨折を経験した。特に後者の亀裂骨折は、その後2年間に渡って関取衆と稽古しなくなるほど重症であった。しかしながら、中学卒業間際の1969年3月には15歳9ヶ月で幕下に昇進するなど「北の怪童」の異名を取り、十両以下の優勝 (下位優勝) がないまま、1971年5月場所に17歳11ヶ月で十両に昇進した。なお、中学卒業前は義務教育中ということもあって本格的な稽古は夏休みや日曜日しかできなかったといい、その状況の中で卒業間際に幕下まで昇進したことについて当時は北の湖本人も「まだ15歳なのに、なんでだろう?」と驚いていた。中学時代の思い出として2年次の夏休みを本人は挙げており、当時約12人から13人くらい所属していた部屋の力士が巡業で出掛けていた際に留守番しながら毎朝4時に春日野部屋に出稽古へ通っていたという。
下位時代に一度だけ稽古が辛くて北海道に逃げ帰ろうと思っていた。だが東京へは右も左も分からず連れてこられたため、北海道へ帰るためにまずどうやって上野駅まで行けばよいかもわからず、結果的には相撲を辞めずに済んだ。

### 入幕〜横綱へ昇進
1972年1月場所には新入幕 (18歳7ヶ月) を果たし、この時北の湖ははっきりと「史上最年少横綱を目指す」と宣言。この場所は5勝10敗と負け越して十両に陥落したがすぐに再入幕。1973年には19歳7ヶ月で小結に昇進。本人としては幕内上位から三役に上がった頃が一番楽しく相撲を取ることができたという。9月場所は小結で8勝7敗と勝ち越し、11月場所では関脇に昇進するが、9勝2敗で迎えた12日目に足首を骨折する重傷を負った。このまま休場を予想されたが千秋楽まで出場して10勝を挙げたことが自信となり、後年まで心の支えとなった。
入幕してからしばらく期待が今一つ高くなかった北の湖が強くなったのは大関昇進後である。1974年1月場所では14勝1敗で初優勝を果たして大関に昇進すると、5月場所で13勝2敗で2回目の優勝、7月場所は13勝2敗の成績ながら千秋楽に本割・優勝決定戦で輪島に連敗し優勝同点に終わった。7月場所後の横綱審議委員会では約50分間の討議の末、「時期尚早」「千秋楽の相撲の内容が気になる」との意見が出て7人の委員中1人が昇進に反対したが、「安定感、将来性で文句なし」として賛成多数で横綱推薦が決まった。昇進伝達式では「謹んでお受けします。栄誉ある地位をけがさぬよう努力いたします」と口上を述べた。21歳2ヶ月での横綱昇進は、それまで大鵬が持っていた最年少記録（21歳3か月）を更新するものであり、記録を破られた大鵬は新聞に寄せた手記の中で「北の湖は破って当然というものを持っていた。私はいい後輩に破ってもらったことをむしろ喜ばしくさえ思っている。」と称え、同時に「本当に大変なのは横綱になったときからはじまる。横綱の価値、評価というのは昇進したときの若さで決まるのではなく、土俵上の成績によって決まるものだからだ。」「昇進した日から引退を覚悟して土俵にあがるきびしさ。北の湖もこのことを常に念頭において精進してもらいたい。」と述べた。
7月場所千秋楽本割の輪島戦では、左四つ、北の湖が両廻しを引いて寄り立てたが、左下手を引いた輪島は相手の出足を利用するような左下手投げで北の湖を転がした。決定戦では左四つ、輪島は十分の左下手を取り、北の湖に右上手を許したものの、右おっつけからのもろ差しで寄り、北の湖が左を巻き替えて逆襲の寄りに出ると、再び土俵際で豪快な左下手投げを決めた。報知新聞では全勝がただ1人になった7月場所6日目には「北の湖当確だ6連勝」と1面で報じ、14日目になると横綱昇進が既成事実であるかのように報じ、1面原稿は「裸の怪童」というテーマで貯金・恋人・持ち物・趣味・酒という項目別に人物像を紹介するなど、まるで昇進伝達式後の記事のような構成になっていた。因みに千秋楽明けの1974年7月22日には報知新聞の休刊日であり、当時は現在のような休刊日特別版もないため、後に「同じ技で同じように負ける。悔しいなんてもんじゃなかった」と千秋楽本割と優勝決定戦の連敗を語った様子は、少なくとも報知新聞の上では休刊日の都合上でなかったことにされていた。
新三役から横綱昇進までわずか所要6場所であり、この時期について本人は「あの1年って、なんだったんだろうな」と後年まで目まぐるしく思っている。横綱昇進が決まると、三保ヶ関はかつて自分のために後援会が用意しながら使うことがなかった三ツ揃いの化粧廻しを提供し、北の湖はこれを使い続けた。横綱土俵入りは雲龍型を選び、その稽古は9代春日野の指導で行われた。自身の弟子ではないにもかかわらず理事長自ら指導した理由は、春日野部屋と三保ヶ関部屋は同じ出羽海一門で、9代春日野は以前から北の湖をかわいがっており、実子がいないために養子に迎えたいと思っていた程であることも影響している。土俵入りは指導を務めた春日野の影響を受けて大抵50秒台で終わるようなテンポの速いものに仕上がった。横綱昇進直後の仙台巡業での土俵入りを見た大鵬は「いいセンいっているね。スケールを大きくするともっといい」と評し、ライバルの輪島も「腹が出ているから、オレより似合うよ」と褒めた。一方で土俵入りでは体が右に沈むように傾く癖があり、一部評論家から「体が右に傾くのは双葉山の真似をしているからかもしれないが、双葉山は右目が悪かったからああなったのであって、正式な土俵入りの型ではない」と注文が付くこともあった。入門当初は三役に上がれば上出来と思っており、横綱になるなどとは思っていなかった、と本人は横綱昇進直後のインタビューで明かしている。昇進年齢から、前途を限りなく嘱望するものと、早期に引退することを予想するものの2つに分かれた。早期引退を予想する側の見解は、稽古が好きでなく、太り過ぎて動きが鈍く、ここ一番に弱い、というものであった。

### 横綱時代
新横綱の1974年9月場所は初日に金剛に敗れた。輪島も序盤で1敗となり、輪島と並んだが、10日目に高見山に敗れ2敗、1敗の輪島を追う形になった。14日目に龍虎に敗れ、輪島の優勝が決まった。千秋楽に輪島に敗れ、11勝4敗に終わった。11月場所は8日目を終わって2敗。14日目まで勝ち進み、2位の若三杉と魁傑が3敗となった。千秋楽勝てば単独優勝だったが、輪島に敗れ3敗となり、魁傑との優勝決定戦に持ち込まれた。決定戦では魁傑に敗れ、逆転優勝を許した。1975年1月場所は初日から12連勝したが、三重ノ海と若三杉に連敗。14日目に貴ノ花に勝ち、3回目で横綱になって初めての優勝を飾ったが、千秋楽、輪島に敗れ3敗となった。3月場所は初日黒姫山に敗れたが、白星を重ね、同じ1敗の貴ノ花と並んだ。14日目に魁傑に敗れ2敗となったが、千秋楽に貴ノ花に勝ち、優勝決定戦に持ち込んだものの、決定戦で貴ノ花に敗れ、優勝を逃した。5月場所は前半で1敗となり、2位の魁傑が終盤連敗し、3敗となり、14日目に北の湖の優勝が決定。しかし、千秋楽は魁傑に敗れた。7月場所は7日目で3敗、後半でも負けが込み優勝争いから外れ、最終的には9勝6敗に終わった（優勝は金剛）。9月場所は12勝3敗で同じ成績の貴ノ花との2度目の優勝決定戦となったが、敗れて優勝を逃した。11月場所は12日目で2敗と三重ノ海と並んだが、13日目の直接対決で三重ノ海に敗れ、1歩後退、その後、勝ち進んだものの、三重ノ海も白星を重ねて三重ノ海が優勝した。1974年と1975年は優勝回数が2回にとどまっておりまだ全盛期にはなく、1976年9月場所は平幕の魁傑に優勝を許している。それでも、この場所では14勝1敗で平幕優勝した力士に横綱として全勝を阻止する星を付けるという、優勝制度発足以降初となる記録を達成している。1977年3月場所は全勝の北の湖を1敗の輪島が追いかける展開だったが、14日目の結び前に輪島が敗れ、結びで北の湖が若三杉に勝利して優勝を決めた瞬間、館内には不満や抗議の意味で座布団が舞う異常な事態となった。強い横綱が敗れて金星を提供した際に、勝った下位力士を讃える意味で座布団が舞うことは多いが、横綱が勝って座布団が舞うというケースは極めて異例だった。だが北の湖は動じず千秋楽も勝利し自身初の全勝優勝を果たしている。これ以降は5場所連続優勝 （1978年）を果たすなど「憎らしいほど強い横綱」と言われるようになり、敗れると観衆が湧いた。
北の湖が観衆から「憎らしい」「ふてぶてしい」などと言われるようになった主な理由はその圧倒的な強さに加え、倒した相手が起き上がる際に北の湖が一切手を貸さず、相手に背を向け勝ち名乗りを受けるためにさっさと引き上げてしまう態度が“傲慢”と見なされていたためであるという。しかし、この行動の理由について、北の湖本人は「相手に失礼。同情をかけられたようでかわいそうでしょう」、「自分が負けた時に相手から手を貸されたら屈辱だと思うから、自分も相手に手を貸すことはしない」と明確に説明していた。そうした彼の人柄をよく知る角界の関係者たちの間では誠実な力士として高い評価を受けていたものの、一般の観衆からは悪役のような扱いを受けることが多く、1970年代後半には、1960年代に子供が好きだった物を並べた「巨人・大鵬・卵焼き」をもじって、子供が嫌いな物として「江川・ピーマン・北の湖」という呼び方が揶揄的になされた。また、北の湖と同時代には、絶大な人気を誇った美男力士 （貴ノ花・千代の富士・蔵間など） が多く、そういった人気者を容赦なく倒す北の湖は必然的に「敵役」と見なされる運命にあった。それでも逆に、真摯に土俵を務める北の湖の姿や圧倒的勝負強さに魅了される好角家も少なくなかった。
北の湖の人気に乏しい様を表すエピソードとして懸賞の本数の少なさがある。1976年7月場所千秋楽などは1番前の貴ノ花と旭國の「クンロク決定戦」（2人は共にこの場所9勝6敗）に5本も懸賞が付いたのに対して、結びの自身と輪島の対戦には優勝を懸けていた横綱同士の対戦にもかかわらず8本しかつかなかった。場所中で懸賞が1本もつかない日が2、3日あったほどだった。三保ヶ関いわく「スポンサーにしてみれば、かけてもどうせ（北の湖が）勝つから面白くない。だから北の湖には少ないんだよ。でも、いつの世でも、そういう一種の憎まれ役がいなきゃいけないんだ」。同年の北海道巡業では、札幌市の寿司屋の主人が「横綱の四股名を屋号に使いたい」と申し出たものの、ご当地横綱の北の湖ではなく輪島の四股名を使い、開店した「輪島寿司」の店内には輪島の優勝記念のパネルや色紙などが所狭しと飾られていた、という逸話も存在する。また1976年頃は相撲ぶりもあまりよくなく、相撲解説者の神風正一がこの年の7月場所の相撲を「残念ながらまったく進歩が見られない。あの相撲でよく、これだけ勝てたものです」と酷評し、出羽海（元横綱・佐田の山）も「成長する過程でバタバタすることもあると思うが、問題は今度の名古屋場所を見た限り、そこへ向かっていっているんだというものも、ちょっと感じられない。ああいう相撲で勝てるから進歩がないんだ」と批判するなど、この頃は玄人人気も悪かった。

### 輪島との対戦〜輪湖時代
先輩横綱である輪島は最高の好敵手であり、「輪湖（りんこ）時代」を築いた。輪島との対戦は1972年7月場所 - 1981年1月場所の52場所間に44回実現し、通算成績は21勝23敗でほぼ互角、優勝は両者合わせて38回（柏鵬の37回を上回る）。特に1975年9月 - 1978年1月までの15場所間の千秋楽結びの一番は全て「輪島 - 北の湖」という対戦で、千秋楽の結び対戦連続回数15回は史上1位である（2位は白鵬 - 日馬富士の10回、3位は朝青龍 - 白鵬の7回）。この対戦は、右上手十分の北の湖に対して、輪島は左下手投げを得意としたこともあり、立合いからガップリ四つの横綱同士の力相撲となることが常だった。ちなみに、輪島 - 北の湖による千秋楽結び対戦回数は22回あり、曙 - 貴乃花の27回、白鵬 - 日馬富士の24回に次いで、史上3位。また、千秋楽両者優勝圏内の対戦が8回 (相星決戦が4回) 、水入りが3回と数多くの名勝負が展開された。
1976年・1977年は12場所のうち、輪島・北の湖両横綱による千秋楽相星決戦が4度（1976年1月・1976年11月・1977年1月・1977年11月）あり、両者とも優勝圏内による対決が3度（1976年5月・1976年7月・1977年7月・優勝決定戦が1度（1976年5月））実現した。優勝も輪島5回・北の湖5回と実力は全く伯仲して、この時期に真の「輪湖時代」を迎えたといって良い。
以下に、輪島・北の湖の全対戦を記す。千秋楽 (太字) は、千秋楽結びの一番を示す。
| 場所           | 対戦日 | 輪島勝敗 (通算成績） | 北の湖勝敗 （通算成績） | 優勝力士      | 備考                                                                  |
| -------------- | ------ | -------------------- | ----------------------- | ------------- | --------------------------------------------------------------------- |
| 1972年7月場所  | 13日目 | ○(1)                 | ●(0)                    | 高見山        | 初対戦                                                                |
| 1972年9月場所  | 12日目 | ○(2)                 | ●(0)                    | 北の富士      |                                                                       |
| 1972年11月場所 | -      | -                    | -                       | 琴櫻          | 対戦なし。輪島、大関昇進                                              |
| 1973年1月場所  | 初日   | ●(2)                 | ○(1)                    | 琴櫻          |                                                                       |
| 1973年3月場所  | 10日目 | ○(3)                 | ●(1)                    | 北の富士      |                                                                       |
| 1973年5月場所  | 4日目  | ○(4)                 | ●(1)                    | 輪島(2)       |                                                                       |
| 1973年7月場所  | 7日目  | ○(5)                 | ●(1)                    | 琴櫻          | 輪島、横綱昇進                                                        |
| 1973年9月場所  | 8日目  | ○(6)                 | ●(1)                    | 輪島(3)       |                                                                       |
| 1973年11月場所 | 5日目  | ○(7)                 | ●(1)                    | 輪島(4)       |                                                                       |
| 1974年1月場所  | 初日   | ●(7)                 | ○(2)                    | 北の湖(1)     |                                                                       |
| 1974年3月場所  | 12日目 | ●(7)                 | ○(3)                    | 輪島(5)       | 北の湖、大関昇進                                                      |
| 1974年5月場所  | 千秋楽 | ○(8)                 | ●(3)                    | 北の湖(2)     |                                                                       |
| 1974年7月場所  | 千秋楽 | ○(9)                 | ●(3)                    | 輪島(6)       | 千秋楽輪島2敗、北の湖1敗で対戦。輪島が勝利。優勝決定戦も輪島が勝利    |
| 1974年9月場所  | 千秋楽 | ○(10)                | ●(3)                    | 輪島(7)       | 北の湖、横綱昇進                                                      |
| 1974年11月場所 | 千秋楽 | ○(11)                | ●(3)                    | 魁傑          |                                                                       |
| 1975年1月場所  | 千秋楽 | ○(12)                | ●(3)                    | 北の湖(3)     |                                                                       |
| 1975年3月場所  | -      | -                    | -                       | 貴ノ花        | 輪島休場により対戦なし                                                |
| 1975年5月場所  | -      | -                    | -                       | 北の湖(4)     | 輪島休場により対戦なし                                                |
| 1975年7月場所  | -      | -                    | -                       | 金剛          | 輪島休場により対戦なし                                                |
| 1975年9月場所  | 千秋楽 | ●(12)                | ○(4)                    | 貴ノ花        |                                                                       |
| 1975年11月場所 | 千秋楽 | ●(12)                | ○(5)                    | 三重ノ海      |                                                                       |
| 1976年1月場所  | 千秋楽 | ●(12)                | ○(6)                    | 北の湖(5)     | 千秋楽2敗同士の相星決戦                                               |
| 1976年3月場所  | 千秋楽 | ○(13)                | ●(6)                    | 輪島(8)       |                                                                       |
| 1976年5月場所  | 千秋楽 | ○(14)                | ●(6)                    | 北の湖(6)     | 千秋楽輪島2敗、北の湖1敗で対戦。優勝決定戦は北の湖が勝利              |
| 1976年7月場所  | 千秋楽 | ○(15)                | ●(6)                    | 輪島(9)       | 千秋楽輪島1敗、北の湖2敗で対戦                                        |
| 1976年9月場所  | 千秋楽 | ○(16)                | ●(6)                    | 魁傑          |                                                                       |
| 1976年11月場所 | 千秋楽 | ●(16)                | ○(7)                    | 北の湖(7)     | 千秋楽1敗同士の相星決戦                                               |
| 1977年1月場所  | 千秋楽 | ○(17)                | ●(7)                    | 輪島(10)      | 千秋楽2敗同士の相星決戦                                               |
| 1977年3月場所  | 千秋楽 | ●(17)                | ○(8)                    | 北の湖(8)     | 水入りの大相撲で北の湖が勝利                                          |
| 1977年5月場所  | 千秋楽 | ●(17)                | ○(9)                    | 若三杉        |                                                                       |
| 1977年7月場所  | 千秋楽 | ○(18)                | ●(9)                    | 輪島(11)      | 千秋楽は輪島全勝、北の湖1敗で対戦                                     |
| 1977年9月場所  | 千秋楽 | ●(18)                | ○(10)                   | 北の湖(9)     |                                                                       |
| 1977年11月場所 | 千秋楽 | ○(19)                | ●(10)                   | 輪島(12)      | 千秋楽1敗同士の相星決戦                                               |
| 1978年1月場所  | 千秋楽 | ●(19)                | ○(11)                   | 北の湖(10)    | 優勝制度ができてはじめて優勝回数2ケタの現役力士が複数いることになった |
| 1978年3月場所  | -      | -                    | -                       | 北の湖(11)    | 輪島休場により対戦なし                                                |
| 1978年5月場所  | 千秋楽 | ●(19)                | ○(12)                   | 北の湖(12)    | 史上初の優勝回数2ケタの力士同士の対戦                                 |
| 1978年7月場所  | 14日目 | ●(19)                | ○(13)                   | 北の湖(13)    | 13戦全勝同士で対戦。水入りの大相撲で北の湖が勝利                      |
| 1978年9月場所  | -      | -                    | -                       | 北の湖(14)    | 輪島休場により対戦なし                                                |
| 1978年11月場所 | 14日目 | ○(20)                | ●(13)                   | 若乃花（2代） |                                                                       |
| 1979年1月場所  | 13日目 | ●(20)                | ○(14)                   | 北の湖(15)    |                                                                       |
| 1979年3月場所  | 14日目 | ●(20)                | ○(15)                   | 北の湖(16)    | 水入りの大相撲で北の湖が勝利                                          |
| 1979年5月場所  | 14日目 | ○(21)                | ●(15)                   | 若乃花（2代） |                                                                       |
| 1979年7月場所  | 13日目 | ○(22)                | ●(15)                   | 輪島(13)      |                                                                       |
| 1979年9月場所  | 千秋楽 | ●(22)                | ○(16)                   | 北の湖(17)    |                                                                       |
| 1979年11月場所 | 14日目 | ●(22)                | ○(17)                   | 三重ノ海      |                                                                       |
| 1980年1月場所  | -      | -                    | -                       | 三重ノ海      | 輪島休場により対戦なし                                                |
| 1980年3月場所  | 14日目 | ●(22)                | ○(18)                   | 北の湖(18)    |                                                                       |
| 1980年5月場所  | 14日目 | ●(22)                | ○(19)                   | 北の湖(19)    |                                                                       |
| 1980年7月場所  | -      | -                    | -                       | 北の湖(20)    | 輪島休場により対戦なし                                                |
| 1980年9月場所  | 14日目 | ●(22)                | ○(20)                   | 若乃花（2代） |                                                                       |
| 1980年11月場所 | 13日目 | ○(23)                | ●(20)                   | 輪島(14)      |                                                                       |
| 1981年1月場所  | 14日目 | ●(23)                | ○(21)                   | 千代の富士    | 輪湖最後の対戦                                                        |

- 北の湖の横綱昇進前の対戦成績 (1974年7月場所まで) は、輪島の9勝3敗。
- 両者横綱同士の対戦成績 (1974年9月場所以降) は、北の湖の18勝14敗。
  - 1974年9月場所 - 1977年11月場所までは輪島の10勝7敗で、輪島の優勢だった (優勝回数は1977年11月場所までで輪島12回、北の湖9回) 。
  - 1978年1月場所以降は北の湖の11勝4敗で、北の湖の圧倒的優勢だった (優勝回数は1981年1月場所までで輪島2回、北の湖11回) 。1978年1月場所以降は、力関係が完全に逆転し、北の湖の独走時代だった。

1976年 - 1977年の輪島・北の湖の成績は下記の通り。
| 場所           | 輪島成績 | 北の湖成績 | 優勝力士 | 備考                                                                       |
| -------------- | -------- | ---------- | -------- | -------------------------------------------------------------------------- |
| 1976年1月場所  | 12勝3敗  | 13勝2敗    | 北の湖   | 千秋楽2敗同士相星決戦で北の湖が勝利。                                      |
| 1976年3月場所  | 13勝2敗  | 10勝5敗    | 輪島     | 千秋楽対戦は輪島が勝利。                                                   |
| 1976年5月場所  | 13勝2敗  | 13勝2敗    | 北の湖   | 千秋楽は輪島2敗、北の湖1敗で対戦し、輪島が勝利。優勝決定戦は北の湖が勝利。 |
| 1976年7月場所  | 14勝1敗  | 12勝3敗    | 輪島     | 千秋楽は輪島1敗、北の湖2敗で対戦し、輪島が勝利。                           |
| 1976年9月場所  | 12勝3敗  | 10勝5敗    | 魁傑     | 千秋楽対戦は輪島が勝利。                                                   |
| 1976年11月場所 | 13勝2敗  | 14勝1敗    | 北の湖   | 千秋楽1敗同士相星決戦で北の湖が勝利。                                      |
| 1977年1月場所  | 13勝2敗  | 12勝3敗    | 輪島     | 千秋楽2敗同士相星決戦で輪島が勝利。                                        |
| 1977年3月場所  | 12勝3敗  | 15勝0敗    | 北の湖   | 千秋楽対戦は北の湖が勝利。                                                 |
| 1977年5月場所  | 11勝4敗  | 12勝3敗    | 若三杉   | 千秋楽対戦は北の湖が勝利。                                                 |
| 1977年7月場所  | 15勝0敗  | 13勝2敗    | 輪島     | 千秋楽は輪島全勝、北の湖1敗で対戦し、輪島が勝利。                          |
| 1977年9月場所  | 10勝5敗  | 15勝0敗    | 北の湖   | 千秋楽対戦は北の湖が勝利。                                                 |
| 1977年11月場所 | 14勝1敗  | 13勝2敗    | 輪島     | 千秋楽1敗同士相星決戦で輪島が勝利。                                        |

1976年
輪島：77勝13敗 (優勝2回) 、北の湖72勝18敗 (優勝3回)
1977年
輪島：75勝15敗 (優勝3回) 、北の湖80勝10敗 (優勝2回)
このように、1976年 - 1977年の2年12場所間で両横綱が千秋楽結びの対戦で、両者とも優勝圏内での対戦が7度実現した (そのうち相星決戦は4度) 。また、1974年7月場所も千秋楽で輪島2敗・北の湖1敗で対戦が実現 (この時は輪島勝利。優勝決定戦も輪島が制して逆転優勝。北の湖は場所後に横綱昇進) 。

### ケガとの戦い
2013年5月場所で白鵬に破られるまで最長記録であった「37場所連続2桁勝利」を続けていた1975年9月場所から1981年9月場所までの6年間は、ほぼ全ての場所で終盤まで優勝争いの中心に存在していた。1980年9月場所前の相撲記者クラブ会員、会友29人を対象としたアンケートで、大鵬の優勝記録を超えると明言しなかった者が北出清五郎、杉山邦博の2人しかいなかったほど（前者は大鵬の記録を破れなかったら30回で破れたら35回、後者は30回くらいと予想）であり、ほとんどが35回前後優勝すると予想、中には小坂秀二など40回優勝するだろうと予想するものまで現れた。また、初土俵から1度も休場しない抜群の安定感を誇ったが、1981年の夏巡業中に膝を痛めたことが響き、同年9月場所は皆勤するも (10勝5敗) 、11月場所8日目に飛騨乃花に寄り切りで敗れたのを機に翌日から休場し、通算 (幕内) 連続勝ち越し50場所・幕内連続2桁勝利37場所とそれぞれストップした。もっとも昇進後7年間も休場しない横綱は他に例がなかった。
1982年1月場所は13勝2敗で優勝したものの、次の3月場所は11勝4敗にとどまる。これ以降は足や腰の故障との戦いが続き、5月場所は途中休場、7月場所は初の全休。休場明けの9月場所は初日に大寿山に吊り出されるなど、全盛期には考えられない負け方で敗れた。その後は勝ち進んで立ち直ったかに見えたが、終盤に崩れて10勝5敗に終わった。11月場所と1983年1月場所は途中休場、さらに3月から7月場所にかけては3場所連続で全休。このように、休場の連続で並の横綱なら完全に引退に追い込まれているような状況にもかかわらず、北の湖にはそれが許された。その理由として、長年に渡って相撲界を支えてきた功績を評されてのものだった。本人は現役にこだわった理由として「私の場合、若くして上がっているから、5年から6年の短い期間で辞めてしまったとしても、まだ26、27歳なんですよね。それじゃあ、ちょっと若過ぎますよね。どうしても30歳までは取りたい。何が何でも、という気持ちが強かったんです」と引退後のインタビューで明かしている。また「1981年 (昭和56年) に誕生した息子に自分の優勝した時の姿を見せて覚えさせたかったからだ」と述べている。
しかし、進退を賭して臨むこととなった1983年9月場所は初日から4連勝したが、その相撲で大ノ国を破った際に脚を故障、再び途中休場した。事情はどうであれ「休場＝即引退」という状況の11月場所は11勝4敗、終盤まで優勝争いに加わって引退危機を脱したが、1984年1月場所では8勝7敗に終わり、場所後の横綱審議委員会でも「気の毒で見ていられない」「引退したほうが良い」などの声が相次いだ。3月場所は10勝5敗と、かつてなら批判に晒されたこの成績も「良くやった」と見る向きが多かったことからも、北の湖に対する評価の程が理解できる。ついに第一人者の座を千代の富士・隆の里に明け渡し、完全に世代交代かと思われていた5月場所、久々の優勝を15戦全勝で達成した。この場所13日目に弟弟子の北天佑が隆の里を下した瞬間に北の湖の優勝が決定したが、控えに座る北の湖に対して北天佑が土俵上で微笑むと、北の湖が笑みを返したシーンは特に有名。結果的にこれが自身最後の優勝となった。

### 現役引退
全盛期を過ぎて体力が衰えたことへの同情から、この時期になるとかつての悪役イメージは薄れ、勝って拍手が贈られることもあった。5月場所の全勝優勝を期に、さらなる復活を期待された北の湖だったが長くは続かず、7月場所は序盤こそ前場所の勢いを継続するかのように快勝の連続だったが11勝4敗に留まり、これが最後の皆勤場所となった。場所前には好調が伝えられた9月場所は横綱昇進後で初となる初日からの連敗で途中休場、11月場所も初日に初顔合わせとなる小錦に一方的に押し出され、3日目も初顔合わせとなる北尾に上手投げで敗れるなど元気が無く7日目から2場所連続で途中休場した。この時には引き際を疑問視する声が相次いだ。
1985年1月場所、こけら落としとなった両国国技館の土俵に現役で臨んだが、ケガが完治せずに土俵に上がれる身体ではなかった。それでも、国技館建設に携わって開館を心待ちにしていた春日野から「晴れの舞台に横綱が休場することはできない。潔く散る覚悟で出よ」との言葉を受けて強行出場。国技館での北の湖は、初日の旭富士、2日目の多賀竜と相次いで全く良い所なく敗れて2連敗。所有していた年寄名跡・小野川を他の力士に貸していたため、横綱特権での5年時限の年寄襲名前提で引退届を提出した（当時は優勝32回の大鵬しか一代年寄の例がなかった）。
引退表明後、協会より現役時代の功績に対して一代年寄・北の湖が授与された。奇しくも、土俵上で最後の黒星を喫した多賀竜からは、前場所に現役最後の白星を挙げてもいる。

### 引退後
現役時代に所属していた三保ヶ関部屋には、既に9代三保ヶ関の長男である増位山が部屋の後継者となることが暗黙の了解となっており、北の湖も自身の抜群の実績と人柄が評価され、現役引退後の独立と新部屋創設は既定路線とされていた。当人やその周囲は、大坂相撲ゆかりで三保ヶ関とも縁のある小野川の襲名と小野川部屋再興の意向を持っていたが、前述したとおり現役時の実績から一代年寄「北の湖」を贈られ、これを受け入れて北の湖部屋を創設。北の湖部屋は同じく一代年寄である大鵬の「大鵬部屋」 (現・大嶽部屋) と同じ江東区清澄に50mほどの距離で開かれ、地元住民からはこの両部屋が面する通りを「横綱通り」、もしくは「一代年寄通り」と呼び習わされた。
引退相撲の直後に三保ヶ関と北の湖の父が1日違いで亡くなり、葬儀が同じ日に行われることになった。この時は部屋関係者が帰郷を勧める中、「 (師匠は) 自分にとっては親以上の恩人」として、親戚中に手紙を出して父の葬儀を欠席し、師匠の葬儀へ出席した。
現役引退後にはNHKの大相撲中継の解説を度々務め、また報知新聞社専属評論家を務めていたこともある。
師匠として、6人の関取を輩出している (内弟子・他部屋からの移籍を含むと部屋自体からの関取は14人) 。2012年3月場所で臥牙丸が小結となり、部屋念願の三役力士が誕生した。
預かり弟子であった明瀬山や德勝龍は北の湖から四つ相撲を取ることを助言されたことが相撲人生における転機となった。
日本相撲協会では引退の2年後に審判委員に抜擢されたことを皮切りに1988年には監事 (現・副理事) として審判部副部長などを務め、1996年には理事に昇格。1998年には事業部長に就任し、2002年に第9代理事長へ就任した (2005年5月30日に11代二子山が死去した後は、翌年1月場所まで事業部長兼務) 。

### 日本相撲協会理事長として
理事長としては、

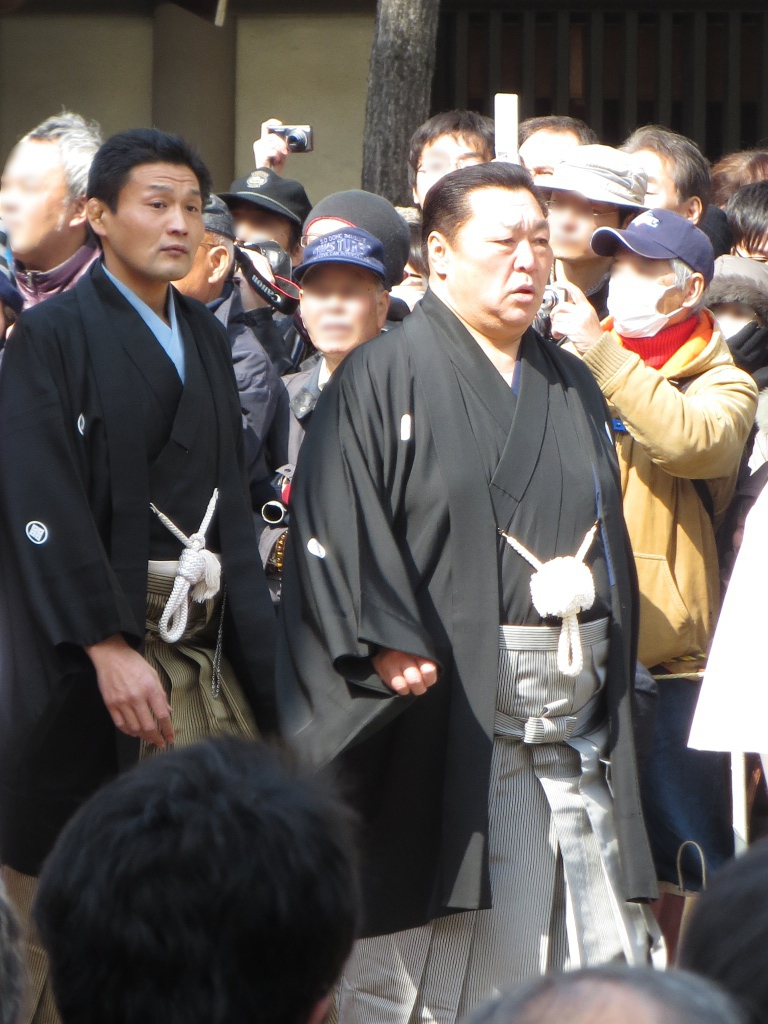
住吉大社での奉納土俵入りにおける北の湖理事長と貴乃花親方 (2013年3月2日)

1. 12代境川が実施した「年寄株貸借の禁止」という改革を廃止して復活
2. 同じく12代境川が実行した「イベント会社と提携した協会自主興行巡業」を止め、勧進元興行による巡業も復活
3. 総合企画部の設置
4. 広報部の強化によるファンサービスの充実
5. 土俵の充実を目指し、幕内・十両の定員をそれぞれ東西1枚（2人）増員させた代わりに公傷制度を廃止[8][注釈 6]
6. 大韓民国・中華人民共和国巡業などの海外公演を実行

するなどした。
2006年2月より理事長3期目を迎え、協会の事業部長に二所ノ関一門の先輩理事を2期据えてきたが、3期目は同じ出羽海一門の14代武蔵川を事業部長にすることで「攻め」の姿勢も見せている。また、勧進元制に復しながらも実績不振に陥っている巡業を強化するため、2期目まで監事2名だった巡業部副部長を契約推進担当 (8代高田川) を含めた3名にして巡業部スタッフを強化した。
2006年5月25日放送のフジテレビ「クイズ$ミリオネア」に、息子の北斗潤と一緒に出演した（輪島も応援として出演）。
2006年12月31日に小野川の年寄名跡を再取得した（現役時に一度取得していたが弟子の巌雄に譲っていた）。
2007年、時津風部屋で序ノ口力士が時津風や兄弟子から集団リンチを受けて死亡した時津風部屋力士暴行死事件が起きたことを受けて、文部科学省は日本相撲協会と北の湖に対し、事件の経緯や隠蔽工作の有無などについての説明を求めた。北の湖は9月29日に文部科学省を訪れて経緯を説明するとともに、協会の管理に不備があったことを認め、協会を代表して渡海紀三朗文部科学大臣に謝罪した。10月5日には15代時津風を解雇した。協会各部に対しては事件の真相究明と再発防止、そして過去に類似した事件がなかったかどうかについての調査を指示、さらに「再発防止検討委員会」を設置した。
2007年7月30日、朝青龍のバッシング騒動について、朝青龍と師匠の7代高砂から説明と謝罪を受ける。同年8月1日、朝青龍に対して2場所の出場停止と4ヶ月間の自宅・部屋・病院以外で特別な事情がない限り外出を認めない謹慎、4ヶ月30%減俸の処分を下す。
2007年9月10日、東京相撲記者クラブ会友である杉山邦博の相撲取材証を、北の湖敏満名義で没収した。2007年7月から続いていた朝青龍の問題に関し、テレビ番組を通じて朝青龍の謝罪を求め、間接的に日本相撲協会への批判を展開したことが理由とされる。この件に関しては記者クラブが抗議し、他の報道機関からも「言論統制」と非難された。会友ではなく「相撲評論家」の肩書きだったのが問題だったとして、12日になって措置は撤回して取材証は杉山へ返還されたが、今後は「記者クラブに一任した上で」としたが、これからも同じような没収をする可能性にも触れたため、記者クラブとは溝が深まった。
2008年2月、定例の役員選挙で出羽海一門代表として理事に再選、役員の互選により理事長に4選された。広報部長に13代九重、審判部副部長に貴乃花を抜擢した。しかし、2月7日に前・時津風が愛知県警察に傷害致死容疑で逮捕されたことを受け、就任したばかりの13代九重と11代伊勢ノ海を報告のために文部科学省に行かせたことは、「なぜ理事長自らが文部科学省に行って報告しないのか」と批判を呼んだ。

### 理事長辞任から史上初の再登板・在任中還暦土俵入り
2008年9月8日、弟子の白露山の関与も明らかとなった大相撲力士大麻問題が世間の耳目を集める中で開催された日本相撲協会の臨時理事会において、理事長を辞任して理事 (大阪場所担当部長) に降格、後任理事長には14代武蔵川が選出された。2010年8月に後任の武蔵川が辞任した際の理事長選挙に再び立候補したものの、4票しか獲得できず、8票獲得した17代放駒に敗れた。2011年4月6日、大相撲八百長問題で弟子が関与したことを受けて、理事から役員待遇委員 (大阪場所担当部長代理) に降格。
2012年1月30日に行われた日本相撲協会理事選挙に再び立候補し、理事長に当選。過去に辞任した理事長が復帰を果たしたケースは、日本相撲協会史上初となる。
2013年5月16日には満60歳の還暦を迎え、同年5月場所後の6月9日に両国国技館で、記念パーティー開催と赤い綱を締めての還暦土俵入りを披露した。なお、土俵入りでの太刀持ちは13代九重 (第58代横綱千代の富士) 、露払いは貴乃花 (第65代横綱貴乃花) と、北の湖同様幕内20回以上優勝した元大横綱がそれぞれ務めている。また、日本相撲協会の理事長在任中に還暦土俵入りを行ったのは、1988年4月の10代二子山 (第45代横綱・初代若乃花) 以来25年ぶり4人目。だが、雲龍型土俵入りのせり上がりを見せる直前、両足をぐらつかせてしまい周囲からどよめきの声を上げる場面があった。さらに還暦土俵入りに際して、直腸癌を患っていたことも明らかになった。
大相撲八百長問題を受けて2011年3月場所が中止に追い込まれた時期に医師の診断を受けており、2012年8月には内視鏡手術を受けたと報道されている。療養に専念すべきところだったが、大相撲の人気回復を目標として理事長職に再登板するなど職務に徹してきた。だが2013年5月場所以降は検査入院するなど体調を崩すことがあり、広報部の玉ノ井副部長は「数値が正常値まで戻っていない」と説明する苦しい状況であった。13年末にも大腸ポリープを切除する手術を受け当初は翌2014年明けから公務に復帰する予定だったが2013年末に腸閉塞を併発し入院を余儀なくされ、2014年1月9日の理事会、評議員会も欠席していた。結局2014年1月場所は初日から7日目までを休場することとなり、復帰までの理事長代行は九重事業部長に任された。その後も回復が遅れ、実際に復帰したのは予定よりも2日遅い場所10日目からであった。2014年1月場所中には「2012年2月にも手術を受けており人工肛門を使用していた時期もある。」とする説も報道された。復帰後も依然として体調が思わしくなく、「寝ていた分、筋肉が落ちた。 (土俵上で) ふらついたらいけないからね」という理由で千秋楽恒例の協会あいさつと表彰式での賜杯授与も九重の代行となった。

### 公益法人移行後初の理事長就任
2014年1月31日、公益法人移行後初となる理事改選で互選により引き続き理事長職を務めることが決定し、これによって評議員の決議を経て発足する新法人の初代理事長に就任する運びとなった。新法人体制の骨子は北の湖体制下で形成されたといい、認定は「当初の予定より1年遅れた」というより「旧制度をなるべく変えない体制で出発するためにあえて遅らせた」という。
新体制には
1. 理事会の定数は10人以上15人以下と、旧制度とさほどかわらず
2. 退職する予定の親方は5年以内に年寄襲名資格審査委員会へ後継者を推薦
3. 先代親方が後継者から顧問料を受け取ることを容認（顧問料の支払いは個人間の裁量による）
4. 協会は部屋に対して人材育成業務の委託という新たな契約を策定し、これにより弟子育成を親方に依頼した協会にも一定の責任が生じることになる

などのように財団法人時代の色を残した制度が多数存在する。
特に2014年3月〜2018年6月（予定）開催の評議員会までを任期とする第1期の評議員7人のうち3人を協会員から選出したことは「主体となる協会側にどちらかと言えば主導権を残す形態を保持」と評されており、公益法人移行における北の湖の最大の功績とされている。

### 現職理事長のまま62歳で死去

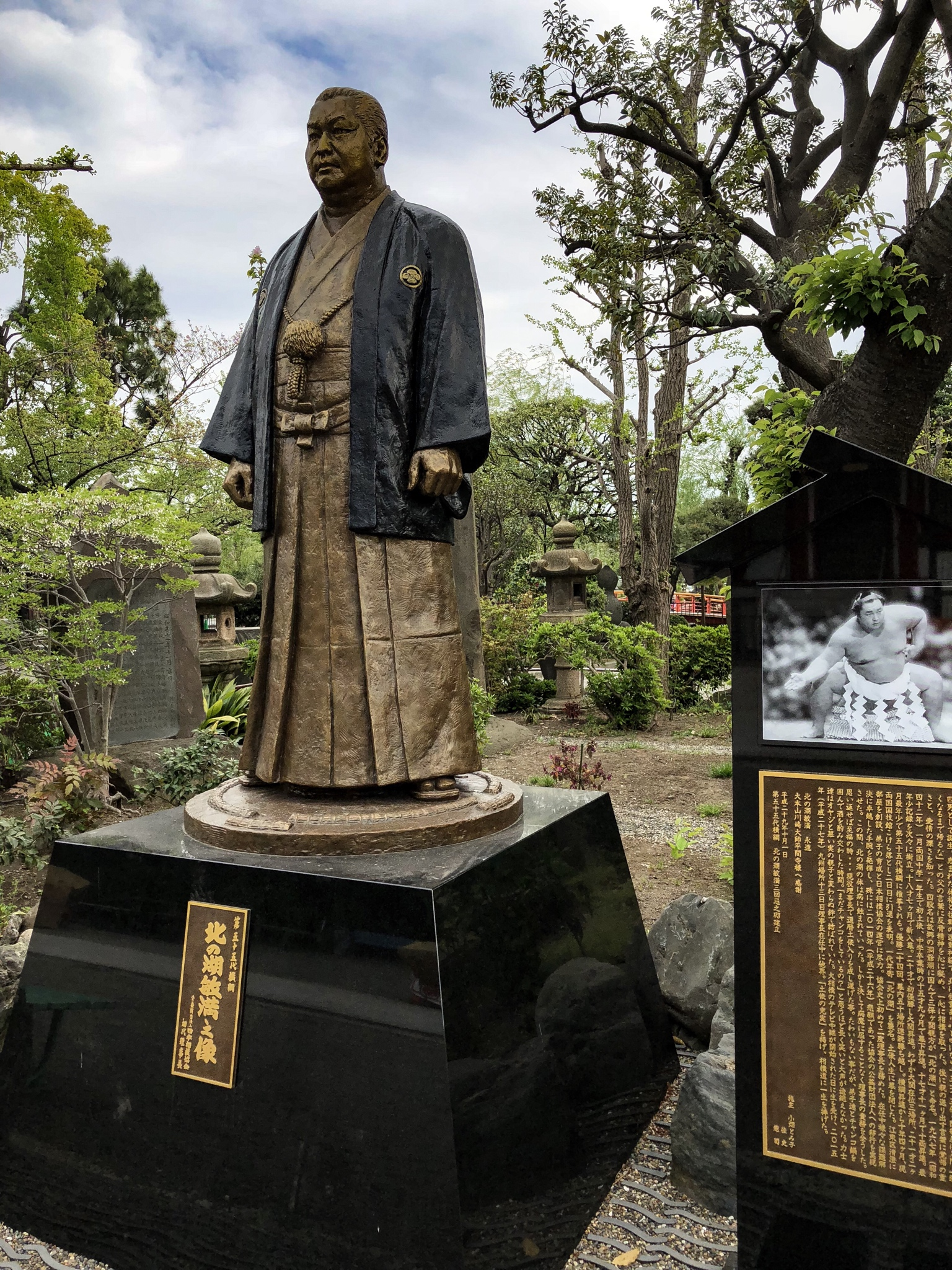
北の湖敏満の銅像（神奈川県川崎市川崎区・川崎大師平間寺）

2015年7月場所中の7月17日に再び体調不良を訴え、名古屋から帰京し再入院。「両側水腎症」と診断され手術、同年8月8日に一旦退院したものの、腰痛の悪化などの理由により、翌9月場所の初日前日の土俵祭、及び初日・千秋楽恒例の理事長挨拶を欠席。代役として八角事業部長が務めていた。
2015年11月場所も初日の挨拶を欠席。出勤していたものの会場の駐車場から理事室までの約10mを歩くのもままならない状態であり、付け人の大露羅の肩を借りて休み休みその距離を歩いていた。大露羅は事前に「俺、3歩も歩けない」とそれまで聞いたことのない北の湖の弱音を聞いていた。11月18日、17日に行われた場所10日目の取組で白鵬が栃煌山に猫だましを行ったことに対して苦言を呈したが、これが生前最後となる北の湖のメディア上での発言となった。その11月場所最中の11月19日夜に、持病の貧血の症状を示す。翌11月20日朝に救急車で福岡市の済生会福岡総合病院に搬送されて緊急入院し、点滴治療などを受けていたが、直腸がんによる多臓器不全のため、同日18時55分に死去した。62歳没。現職の日本相撲協会理事長の死去は、1968年12月の時津風理事長 (第35代横綱・双葉山)に次いで2人目であり、本場所中での理事長の死去は大相撲史上初であった。
逝去翌日である11月21日の全国紙朝刊は一面・スポーツ面・社会面に訃報記事が掲載され、全紙が「憎らしいほど強かった」の見出しを掲げた。
大露羅は救急搬送される前に痙攣した北の湖を見て、舌を噛んではいけないととっさに親指を口の中に入れたが、意識の無い北の湖に指を噛まれても大露羅は口の中で指の爪が割れながら決して指を口から離さなかったと伝わる。錣山は「北の湖理事長は男の中の男だった」とコメントした。
北の湖の死去により、八角事業部長が理事長代行に就任（その後、12月18日に八角が第13代理事長に就いた）。
日本政府は北の湖の相撲界への貢献を讃え、没日の11月20日付をもって従四位に叙し、旭日重光章を追贈することを12月18日の閣議で決定した。
2015年12月22日、両国国技館で日本相撲協会葬が執り行われ、鈴木大地スポーツ庁長官など各界からの会葬者が北の湖に哀悼の誠を捧げた。墓所は神奈川県川崎市の川崎大師（平間寺）に建立された。2017年10月1日、墓所の川崎大師の境内に銅像が建てられ、除幕式が行われた。

## 取り口
立合いでは手を付ける仕草を見せるだけで全く手を付けない。中腰で低い重心から立合いかちあげるか、右上手を引いて、相手を吹き飛ばすかのように土俵外へ出すのが代表的な取り口。左四つに組み止めての右上手投げには威力があった。両廻しを充分に引きつけ、腰をよく落としての怒涛の寄り、巨腹に乗せた吊りも得意とし、相撲用語で言う「糞袋が重い」（腰が重い）という長所も手伝って地力の強さは際立った。一方で巻き替えが上手く、取り組みで常に多用したため、評論家からは「横綱の相撲としてはいかがなものか」と批判された。しかし、安芸ノ海には「あの巻き替えがあるから勝てるのだ」と絶賛されていた。右四つになっても右腕を返して腰を下ろせば盤石で、こうなったときの識者からの評価は高かった。突っ張りもあり、関脇までは突き押し相撲が主体だったが、足首を怪我してからは四つ相撲に改めた。右四つの力士に強く、金城に対して29戦全勝と圧倒していたことに関して本人は「オレは右四つ大好きだから」と語ったことがある。巨体ながら非常にスピードがあり、器用さも兼ね備え、その相撲には独特の躍動感があった。一方でその機動力は格下相手に度々変化する悪癖にもつながった。がっぷりに弱い上に指が短く上手が切られやすいため胸が合うと上手も取れずもがいてそのまま土俵を割る相撲が多く、太寿山や隆の里などがっぷりの得意な力士は特にこの弱点に付け込むことで北の湖戦で活躍した。廻しが固い力士を相手にする時に指の短さの不利が現れたが、一枚廻しになると廻しを握り付けてそのまま吊り上げるなど逆に怪力ぶりを十二分に活かすことができた。1980年7月場所の頃にはそれまでの左四つ一辺倒からなまくら四つへと変化。立合いもかち上げから下から掬うものへと変わっていった。
負ける際は、土俵際でしぶとく粘ったりせず、案外あっさりと土俵を割ることも多かった。比較的怪我が少なく、10年以上横綱を務められた理由は、無理な体勢で頑張ることが少なかったからという意見がある。
復活優勝した1984年5月場所後も再度の活躍が期待されながら、同年9月より当時の春日野理事長の施策として手つき立合いが徹底がされたことから、北の湖は自身の特徴である中腰立ち合いが許されなくなり、そのせっかちさも相まって以降の芽を摘まれることとなった。

## 人物
- 新弟子時代から引退に至るまで人と比べず自分を目標にすること、そして考えないことを心掛けていた。中学卒業間際に幕下まで昇進したことで、何か特別な思いがあったのではないかと質問されることは少なくないが、これに対しては「私の場合は『考えない』。これがよかったんじゃないかと、今にすれば思うんです。まずは三段目に上がろうとか、ひとつひとつそういう目標を持って、相撲を取っていった。先輩たちの行動を見て、付いていくことで精一杯ですから、その頃の思い出というもの自体がほとんどない。目の前のことに必死だったんだと思います」と述べている。考えないようにするためにビデオ研究はただの一度もしなかったという[5]。
- 北の湖は地位を上げるごとに「守り」に入り重圧を受けて稽古がきつく感じるようになったといい、横綱になった時の稽古が一番きつかったという[8]。
- 二代目若乃花とは同じ年の横綱であった。2人は同じ昭和28年生まれで『花の28年組』『花のニッパチ組』と呼ばれた[75][76]。昭和53年頃に共に北若時代を築いた。
- 北の湖は、負けると騒がれた。殊勲者として昇進後前半では金剛・黒姫山・麒麟児が挙げられる。後半になると栃赤城・若嶋津・太寿山などがいる。若嶋津とは左がっぷり四つから投げの打ち合い、あるいは巻き替え合い。太寿山には引き技をよく食らい、一度は吊り出しに敗れた。また、現役後半の好敵手千代の富士とは、横綱に昇進してからは分が悪かった。
- 休場中に気持ちが揺れることがあった場合、平常心を保つこととリハビリを目的としてわざと怪我したほうの膝に負荷を掛けたという。昼は病院で治療を受け、夜は自重を利用して自転車に乗って一気に坂を上るなどのリハビリを行うことが多かった。24度目の復活優勝までのリハビリ生活の様子は、テレビ取材の映像で記録されている[5]。1995年のスポーツニッポンの記事には「もう1回優勝をしなければ、引き下がれなかった。逆療法をやった。痛いひざをいじめた。坂道の自転車こぎを半年間、毎日2時間やった。また、ひざを内またにしてジワーッと下ろすスクワットも、200回ずつやった」と詳細が記述されている[7]。
- 北の湖は引退後、「 (観客から) 負けろと言われていた頃はこっちも燃えて来る性格だから良かったのだが、引退間際になって頑張れと言われた時は自分でも情けなかった。そのために勝ちたいという意欲も薄れてきてしまっていた」と述懐している[77][5]。
- 2002年大相撲勝抜優勝戦パンフレットに掲載された長嶋茂雄との対談では「私の場合は土俵の中だけ、それ以外だとシコとテッポウだけでした。シコを中心に下半身を鍛えましたから、器具を使ったトレーニングはしなかった。補そく的に取り入れるのはいいですが基本は土俵です。その人によりけりですけど、器具を使って作った筋肉はどちらかというと堅くてけがが多いんですね。野球選手の場合はどうなんでしょうか」と稽古論を展開している。長嶋に「モンゴル出身など外国人力士の活躍もめざましいですね」と聞かれた際には「ただ外国から来てすぐに新弟子検査を受けられるのではなく、生活、言葉など部屋で3か月ほど研修してから初めて受けてもらうことにしている。生活していやになる者もいるし、そういうことをやってからでないと新弟子検査は受けられないことになっています。そうやって日本に慣れてくれれば、外国人でもいい素材はいっぱいいますね」と答えている。北の湖の幼少期には北海道のテレビ放送では巨人戦しか観戦できなかったことから必然と巨人ファン、長嶋ファンになったともコメントしている[78]。

## 合い口・記録
- 引退直前に数回対戦したものを除くと、現役時代に北の湖に勝ち越した力士は少ない。ほとんどの力士には大きく勝ち越し、完封もいる。典型的なものは金城 (栃光) で、29戦全勝を達成している。金城は取り口にムラがあったと評されるが、関脇まで昇進して横綱と29回も当たる番付を保持しており、決して弱い力士ではない。その他、豊山 (長浜) に対して21戦全勝、蔵間に対しても17戦全勝と圧倒しているが、蔵間の場合は長い相撲の末で辛勝していたケースが多かった。三重ノ海が全盛期の北の湖に何とか勝とうと猫騙しをしたことも話題になったが、奇策は通じず三重ノ海は敗れている。
- 優勝決定戦に弱く、負けて優勝を逃すことが続いた[79]。大関だった1974年7月場所では、横綱昇進を決定的とし2場所連続優勝という花を添えるべく臨んだ千秋楽で、横綱の輪島に本割り・決定戦と連敗。まず負けないだろうと思われた相手でも勝てず、優勝決定戦では初回から4連敗している。1976年5月場所に輪島に勝って決定戦初勝利を挙げると、1978年3月場所・5月場所と2場所続けて若三杉に勝つまで「決定戦に弱い横綱」と評された。通算成績は3勝5敗である (輪島戦1勝1敗、魁傑戦1敗、貴ノ花戦2敗、若三杉戦2勝、千代の富士戦1敗) 。千代の富士と決定戦を戦った1981年1月場所のように「自力逆転優勝 (直接対決で並び、決定戦で勝つケース) なるか」というところまで、逆転優勝を達成することはなかった。
- 強烈に強い反面、一度負けた相手に翌場所も連敗するという脆さを見せることがあった。また初顔合わせの相手に取りこぼすことも多かった。4代朝潮とは相性が悪く、7勝13敗 （1不戦敗含む）という不本意な成績に終わっている。朝潮との取り組みでは自分の相撲を忘れてしまっていたとコメントしているとともに、遠まわしに「朝潮の顔がおかしくて、力が抜けた」とも言っている。いずれも全盛期を含めてのことである。北の湖はせっかちな点があり、立ち合いまでの所作が速く、相手の所作が遅いといらだちの表情を見せ、制裁の意味からか勝負を急ぐところがあった。朝潮を苦手としたのもこのためとの見方がある。朝潮は立合いまでの動作が遅く、相手が横綱でも合わせようとしないので、北の湖がますます苛立ったのではないかと思われる。
- 通算24回の優勝のうち東京場所で16回優勝した (大鵬・白鵬と並ぶ最多タイ記録) が地方場所では優勝できず、特に横綱昇進直後には「地方場所に弱い」と評されることもあった。結局地方場所の初優勝は横綱昇進から2年以上経った1976年11月場所だった (11月場所での生涯唯一の優勝) 。その後は「荒れる春場所」と言われる3月場所で5連覇 (1977年 - 1981年) を果たすなどして評価を覆したが、1981年3月場所の優勝を最後に引退までの約4年間地方場所での優勝はなかった。地方場所での優勝は結局8回で、白鵬 (東京場所で19回優勝、地方場所で26回優勝) 、大鵬 (東京場所、地方場所共に16回ずつ優勝) 、千代の富士 (東京場所で13回、地方場所で18回優勝) に比べると、東京場所での強さが目立っていた。
- 年間最多勝を1981年まで通算7回も受賞 (ただし1976年は77勝13敗の輪島が受賞) したが、現在、白鵬に次ぐ史上2位の記録である。
- 関脇・大関昇進・初優勝記録は大鵬に及ばなかったが、十両・幕内・三役の昇進記録はいずれも当時の史上最年少記録であった。これらの記録は後年になって貴乃花に破られたが、横綱昇進の最年少記録は現在も破られていない。

## エピソード

### 中学卒業まで
- 小学6年生で既に三保ヶ関が目を付け、「もう少し身長が伸びれば連れに来る。よく寝れば身長は伸びるよ」とアドバイスした。このことを忠実に守って暇さえあれば寝ていたために学業が完全に疎かになったことで両親が悲鳴を上げ、予定を早めて入門したという[10][80]。文献によっては、各相撲部屋のスカウトたちが北の湖の家に大勢押しかけ、玄関先で喧嘩を始めるほどの争奪合戦を演じたため入門を早めたとある。
- 入門時にちゃんこで丼飯8杯・うどん大盛り2杯・お茶漬け2杯を食べて寝た翌朝、「空腹で眠れなかった」と語ったほどの並外れた大食漢であった。その大食漢ぶりによって入門から新弟子検査に至るまでの3週間で20kgの増量を果たした。本人はこの時の様子について「普通は相撲部屋に来たら、生活環境が変わったせいで痩せるものだけど、私の場合、まだ13歳ですから。周りの様子もよくわからなくて、たぶん神経を使わなかったんだろうと思いますね」と振り返っている[5]。また高見山の著書によると両国中学時代の北の湖は1限目に部屋から渡された弁当を間食し、2限目以降は同級生から強引な形で次々と弁当を貰い受けて食べていたという。[81]ただ、横綱になる頃には食事量は少なくなり、米をどんぶり3杯程度にとどめていた。
- 壮瞥中学時代は元教諭の証言によると成績は普通であり、社会科が得意であったという[10]。両国中学時代は三保ヶ関部屋から学校に通っていたが、部屋での稽古の疲れから授業中は居眠りばかりしていたため、体育以外の成績は全て１であった。学校の教師も北の湖の生活事情を承知しており、彼の居眠りを咎めることはなかったという。もとより相撲一筋の北の湖は高校を受験する予定もなかったため、教師の一人は「きみは数学や英語はやらなくていいから、その分、文学作品でも読んでいなさい」とも言っていたという[10]。北の湖自身も「勉強がいやでいやでたまらず、エンピツなどはいつも隣のやつのをゴッツァーン。楽しかったのは弁当を食うときだけで、試験なんかは全然できなかった」[82]と現役時代に語っている。しかし、こと相撲に関しては非常に頭脳明晰だったと言われ、後述の通り現役中の自身の取組に関するデータは生涯にわたって完全に記憶していた。
- 入門当時、北の湖の他にも中学校在学中に入門し、学校に通いながら土俵に上がる力士は多くいたが、社会通念上問題があるとされた。北の湖が大活躍したため特に話題になったとも言われる。当の北の湖本人は三保ヶ関から「中学は義務教育だからしっかり通いなさい」と言われて通学を怠らずに大相撲生活を送っていたが[8]1971年11月場所中に日本相撲協会へ正式に通達が出されたため、協会はすぐに既に入門している中学生力士たちを帰郷させ、入門条件に「中学卒業 (義務教育終了) 後でなければ入門できない」という条項を加えた。場所後には中学生力士の採用禁止を正式決定している。ちなみに北の湖以降も、後の琴風が中学在学中から土俵に上がっている[83]。

### 現役時代
- 現役時代には持ち前の豪快さが時に荒唐無稽な逸話になって現れることがあった。週刊誌に「18歳でホステスを口説いた」と書き立てられたのはその好例である。しかし本人は『相撲』1974年9月号（新横綱特集号）でその手のエピソードについて「バッカみたい!」と完全否定している。
- 前述の通り非常に頭脳明晰で、現役時代の自身の取組の内容は全て完全に記憶しており、親方になってからもメモや対戦表などを一切見ることなく、現役時代の取組について「昭和〇〇年〇場所の〇日目は〇〇と対戦して、〇〇の決まり手で勝った (負けた) 」などと詳細に説明してみせ、周囲を驚かせていた。携帯電話の電話帳登録も0件であり、着信画面に出た下4ケタを見ただけで、相手が誰か分かったという[注釈 7]。その驚異的な頭脳と桁外れのパワーゆえに、現役時代には田中角栄と同じく「コンピューター付きブルドーザー」と呼ばれたこともあった。[要出典]
- 大の酒好きであり、アイスペールにウイスキーやブランデーを注いで仲間たちと回し飲みすることが好きであった。当時の角界の風潮があったにせよ未成年飲酒をしていたとも伝わっており、成人の日に感想を聞かれて「俺、今日から酒を止める」と話したという逸話は有名である。横綱昇進時の横審で「うわさ」程度ながら「大酒を飲まず体に気を付けるということ」との意見が出た[22]ことについて北の湖は昇進直後の会見で「最近はあまり飲まない」[23]と答えている。親方時代にも「付け人の大露羅と共に2人で5升の焼酎を飲み干した」というエピソードを残している[84]。ただし、晩年は持病もあって体調に気を遣っていたため、若い頃より酒量は大幅に減少していた[85]。
- 石立鉄男は人気力士を容赦なく吹っ飛ばす北の湖が嫌いだった。そんなある時、石立は酒場に入ると北の湖がたまたまいるのに気づき、そこで北の湖に散々悪口を言って挑発した。北の湖は黙って聞いていたが、拳を握りしめて肩を震わせながら涙を流していた。石立は己の浅薄さを恥じ、北の湖に謝罪し、以後ずっと尊敬し私淑し続けたという。[要出典]

### 横綱時代
- 好物は魚、嫌いな食べ物はマヨネーズとジャガイモと話していた[86]。
- 横綱昇進直後のインタビューでは、「犬のスピッツとトカゲの尻尾、歌を歌うこと、注射が嫌い」と答えていた。歌に関しては、「歌うぐらいなら稽古していた方が良い」と話していた。犬に関しては、子供の頃スピッツと喧嘩してドブに落ちた経験があると明かしている[11]。
- 角界では珍しくゴルフが嫌いであり、輪島のゴルフ好きとは好対照をなしていた。本人いわく「やらないです。太鼓腹を突き出して、耳かきみたいな棒を振ってもしょうがないもんね（笑）」[11]。
- 体が丈夫であり、医者嫌いでもあった。横綱時代のある時、金城との三番稽古で左アキレス腱を痛め、付け人が心配すると「医者? こんなの怪我のうちに入らん。お前、ちょっともんでおけ」と言った[74]。
- 現役終盤に引き際を疑問視されていた中、逆鉾は記者に「どうして記者さんたちは往生際が悪いとか書くの。あれだけの横綱なんだよ。引き際ぐらい好きなようにさせてあげなよ」と抗議し、北の湖を擁護した[87]。

### 人格者として
- 公私の区別を大切にして一生懸命精進する力士を思いやる性格から、夫人には結婚の際に「力士はウチの使用人じゃないんだから、彼らを私用で使うことは絶対にダメ」と厳しく言い渡したという[88]。
- 北の湖は「絶対するな！」「殴って覚えさせるなんて、人間は犬猫じゃないんだよ」と暴力を嫌っており、北斗龍自身、師匠に殴られたことは一度もないという[89]。
- 相撲案内所・高砂家のおかみによれば、その人柄から北の湖への恨み言を言う弟子はいなかった。相撲は力士の世界であるという教えをうけ、夫人はほとんど公の場にでることはなかったが、協会葬の見送りが終わった際に「親方ったら、私が一番苦手なことを、一番最後にやらせるなんてね」と早すぎる死を残念がっていたという[88]。

### 素朴なおとぼけキャラ
- 横綱昇進当時、「双葉山」から連想するものは?と聞かれて「知らないから別に……」と答えた[86]。
- 『相撲』1975年10月号では、同年9月場所中に行われたファンとの座談会で「昔、ミラーマンを観てた」「少女フレンドやマーガレットをよく読む」「横綱会に出ると何か歌えと言われるが、歌は苦手なので代わりに手品披露しようと思って練習したが失敗した」などと話した様子が収録されている。

### 小市民な面
- 現役時代のある時、兄弟子に指示されて夜中に部屋の近くで騒いでいる酔っ払いを叱るように言われたが、相手の酔っ払いに凄まれて慌てて部屋に逃げ、そのままガタガタ震えてしまっていた。部屋の力士達は北の湖の意外な気の小ささに大笑いであった[90]。
- 自身が乗っていた車がスピード違反で警察に捕まった際、ペコペコ頭を下げながら「私達は相撲以外に何も分からないデブなので、ひとつよろしく」とへりくだり、担当警察官に許しを貰った。

### 親方時代から没後
- 親方時代は面倒見が良く人望に厚い人物として有名であり、目線を下げることができず支援する親方も少なかった13代九重とは対照的であった[91]。
- 1990年の新弟子検査の身長測定の際、頭皮を切ってシリコンを埋め込んだ処置痕の激痛で泣いていた舞の海に気付き、そっと「もう少しの辛抱だからな」とつぶやいた。痛みを慮るようにカーソルを浮かせて測定をしたという[92]。
- 物欲が無い人物でもあり、ある時仕事で使う300万円を100万円ずつ輪ゴムで留めてコンビニのレジ袋に入れて持ち歩いた。
- 2017年3月場所に引退した北斗龍は、師匠の北の湖に湯豆腐や冷やし中華をよく作っていたと話している[93]。
- ライバルだった輪島がトラブルを起こした後は疎遠になっていたが、その後再会した後は相撲から心が離れてほしくないという意味を込めて毎場所ごとに輪島に番付表と取組表を送り続け、また受け取った輪島もそれを全て大事に保管しておいたという[94]。
- 自らが育った三保ヶ関部屋が大坂相撲の系統を引く部屋であったこともあり、北の湖部屋の師匠になった後には初代から3代目までの年寄・三保ヶ関の墓所がある成恩寺（大阪市生野区）を毎年三月の大阪場所の際には長年宿舎として使用していた[注釈 8]ほか、成恩寺の相撲力士墓への供養及び墓参を続けていた[95][96]。没後、成恩寺には『北の湖敏満慰霊碑』が建立され、2016年3月に除幕式が執り行われた[97]。
- 同部屋の同期生であった増位山太志郎(元大関、10代三保ヶ関)は北の湖の訃報をコンサートに出演のため訪れていた長野県内で知り、終演後にインタビューに応じている。「想像もしていなかっただけに、大変ショックというか驚いています…」と絶句し、病気で手術を受けていることは知っていたが「でも、理事長は絶対に弱みを見せない人だったから、公にはしなかったんです」と明かしている[98]。
- 北の湖の遺体は、夫人の意向で東京へ陸送する際に本場所中の福岡国際センターに立ち寄り、本場所への影響を最小限にするため密葬となった[99]。大きな身体であったため収骨には骨壺2個が必要であったという。北の湖の遺骨は、部屋を継承した20代山響により稽古場の上がり座敷のいつも座っていた定位置の奥に祭壇が設けられて安置された。定位置には座布団と新聞が置かれ、20代山響は「尻を向けるのは失礼」と別の位置から若手の稽古を見守った[100][101]。
- 喫煙者だったかどうかは定かではないが、少なくとも親方時代には禁煙していた模様で、記者クラブ担当だった際には「紫煙の立ち込める記者室を嫌い、東京場所では国技館内の印刷場に避難していた」という話が伝わる[102]。

## 主な成績
- 通算成績：951勝350敗107休 勝率.731（通算勝星951は歴代5位）
  - 幕内成績：804勝247敗107休 勝率.765（幕内勝星804は歴代4位）
    - 横綱成績：670勝156敗107休 勝率.811（横綱勝星670と横綱出場818は歴代2位）
      - 大関成績：36勝9敗 勝率.800
- 現役在位：109場所
  - 幕内在位：78場所
    - 横綱在位：63場所（歴代2位）
    - 大関在位：3場所
    - 三役在位：4場所（関脇2場所、小結2場所）
- 対横綱戦勝利：42勝（歴代3位）
- 年間最多勝：7回（白鵬翔の10回に次ぐ歴代2位、1977年 - 1981年の5年連続最多勝も白鵬の9年連続に次いで歴代2位）
  - 1974年（73勝17敗）、1975年（71勝19敗）、1977年（80勝10敗）、1978年（82勝8敗・当時最多勝記録）、1979年・1980年（共に77勝13敗）、1981年（69勝15敗6休）
- 連続6場所最多勝利：85勝（1977年9月場所 - 1978年7月場所）
- 通算連続勝ち越し記録：50場所（武蔵丸の55場所・白鵬の51場所に次いで歴代3位、1973年7月場所 - 1981年9月場所）
- 幕内連続勝ち越し記録：50場所（白鵬の51場所に次いで歴代2位、1973年7月場所 - 1981年9月場所）
- 幕内連続2桁勝利記録：37場所（白鵬の51場所に次いで歴代2位、1975年9月場所 - 1981年9月場所）
- 幕内連続12勝以上勝利：12場所（1位白鵬の22場所、2位白鵬の17場所、3位貴乃花の13場所に次いで歴代4位、1976年11月場所 - 1978年9月場所）
- 金星配給：53個（歴代1位）

幕内最高優勝回数24回、連勝記録32勝、幕内での50場所連続勝ち越し、37場所幕内連続2桁勝利の堂々たる記録を持つ。
1978年に記録した年間通算82勝8敗は、2005年の1月 - 11月の年6場所で朝青龍（年間通算84勝）に超えられるまで、27年間も保持された最高記録だった。また、1977年9月 - 1978年7月場所までと数え方を変えた場合ではあるが、かつて1年6場所で85勝5敗という最高記録も保有していた。これも白鵬が2008年7月 - 2009年5月場所にかけて記録に並んだ後、さらに2009年1月 - 11月場所の年6場所で86勝4敗の年間最多勝ち星でこの記録を更新した。

### 連勝記録
北の湖の最多連勝記録は32連勝（1979年1月場所8日目 - 1979年5月場所9日目）。下記に、北の湖の連勝記録を記す（20連勝以上が対象）。
| 回数 | 連勝数 | 期間                                      | 止めた力士 | 備考                  |
| ---- | ------ | ----------------------------------------- | ---------- | --------------------- |
| 1    | 21     | 1976年11月場所6日目 - 1977年1月場所11日目 | 若三杉     |                       |
| 2    | 22     | 1977年3月場所初日 - 1977年5月場所7日目    | 黒姫山     | 1977年3月場所全勝優勝 |
| 3    | 24     | 1978年5月場所千秋楽 - 1978年9月場所8日目  | 高見山     | 1978年7月場所全勝優勝 |
| 4    | 32     | 1979年1月場所8日目 - 1979年5月場所9日目   | 三重ノ海   | 1979年3月場所全勝優勝 |
| 5    | 24     | 1980年5月場所10日目 - 1980年9月場所3日目  | 千代の富士 | 1980年7月場所全勝優勝 |
| 6    | 20     | 1981年5月場所9日目 - 1981年7月場所13日目  | 朝汐       |                       |
| 7    | 20     | 1984年5月場所初日 - 1984年7月場所5日目    | 旭富士     | 1984年5月場所全勝優勝 |

- 上記の通り、20連勝以上を7回、30連勝以上を1回記録している。

### 各段優勝
- 幕内最高優勝：24回（歴代5位）
  - 1974年 - 1月場所、5月場所
  - 1975年 - 1月場所、5月場所
  - 1976年 - 1月場所、5月場所、11月場所
  - 1977年 - 3月場所、9月場所
  - 1978年 - 1月場所、3月場所、5月場所、7月場所、9月場所
  - 1979年 - 1月場所、3月場所、9月場所
  - 1980年 - 3月場所、5月場所、7月場所
  - 1981年 - 3月場所、5月場所
  - 1982年 - 1月場所
  - 1984年 - 5月場所

全勝：7回（歴代4位タイ）
連覇：5連覇（1978年1月場所 - 1978年9月場所）
同点5回、次点12回

### 三賞・金星
- 三賞：3回
  - 殊勲賞：2回（1973年11月場所、1974年1月場所）
  - 敢闘賞：1回（1973年3月場所）
- 金星：1個（北の富士1個）

### 場所別成績
| | 一月場所 初場所（東京） | 三月場所 春場所（大阪） | 五月場所 夏場所（東京） | 七月場所 名古屋場所（愛知） | 九月場所 秋場所（東京） | 十一月場所 九州場所（福岡） |
| --- | ----------------------- | ----------------------- | ----------------------- | --------------------------- | ----------------------- | --------------------------- |
| 1967年 （昭和42年） | （前相撲）              | 東序ノ口13枚目 5–2      | 東序二段95枚目 4–3      | 西序二段49枚目 2–5          | 西序二段82枚目 4–3      | 西序二段55枚目 4–3          |
| 1968年 （昭和43年） | 東序二段36枚目 7–0      | 西三段目20枚目 0–7      | 西三段目64枚目 6–1      | 西三段目31枚目 2–5          | 東三段目55枚目 4–3      | 東三段目39枚目 6–1          |
| 1969年 （昭和44年） | 東三段目5枚目 6–1       | 東幕下38枚目 2–5        | 西幕下56枚目 4–3        | 東幕下51枚目 5–2            | 西幕下30枚目 3–4        | 東幕下37枚目 4–3            |
| 1970年 （昭和45年） | 東幕下29枚目 5–2        | 東幕下16枚目 4–3        | 西幕下13枚目 4–3        | 西幕下10枚目 5–2            | 東幕下3枚目 2–5         | 西幕下10枚目 5–2            |
| 1971年 （昭和46年） | 西幕下5枚目 6–1         | 東幕下筆頭 5–2          | 東十両10枚目 9–6        | 西十両4枚目 6–9             | 西十両8枚目 9–6         | 西十両2枚目 9–6             |
| 1972年 （昭和47年） | 東前頭12枚目 5–10       | 西十両3枚目 10–5        | 西前頭11枚目 9–6        | 東前頭7枚目 9–6             | 東前頭3枚目 6–9         | 西前頭6枚目 10–5            |
| 1973年 （昭和48年） | 東小結 4–11             | 西前頭5枚目 9–6 敢      | 西前頭筆頭 6–9 ★        | 東前頭4枚目 8–7             | 東小結 8–7              | 東関脇 10–5 殊              |
| 1974年 （昭和49年） | 東関脇 14–1 殊          | 東大関 10–5             | 東大関 13–2             | 東大関 13–2                 | 西横綱 11–4             | 西横綱 12–3                 |
| 1975年 （昭和50年） | 東横綱 12–3             | 東横綱 13–2             | 東横綱 13–2             | 東横綱 9–6                  | 東横綱 12–3             | 東横綱 12–3                 |
| 1976年 （昭和51年） | 東横綱 13–2             | 東横綱 10–5             | 西横綱 13–2             | 西横綱 12–3                 | 西横綱 10–5             | 西横綱 14–1                 |
| 1977年 （昭和52年） | 東横綱 12–3             | 西横綱 15–0             | 東横綱 12–3             | 東横綱 13–2                 | 西横綱 15–0             | 東横綱 13–2                 |
| 1978年 （昭和53年） | 西横綱 15–0             | 東横綱 13–2             | 東横綱 14–1             | 東横綱 15–0                 | 東横綱 14–1             | 東横綱 11–4                 |
| 1979年 （昭和54年） | 東張出横綱 14–1         | 東横綱 15–0             | 東横綱 13–2             | 西横綱 12–3                 | 西横綱 13–2             | 東横綱 10–5                 |
| 1980年 （昭和55年） | 東張出横綱 12–3         | 西横綱 13–2             | 東横綱 14–1             | 東横綱 15–0                 | 東横綱 11–4             | 西横綱 12–3                 |
| 1981年 （昭和56年） | 東張出横綱 14–1         | 東横綱 13–2             | 東横綱 14–1             | 東横綱 13–2                 | 東横綱大関 10–5         | 西横綱大関 5–4–6            |
| 1982年 （昭和57年） | 西横綱大関 13–2         | 東横綱 11–4             | 西横綱 9–4–2            | 東張出横綱 休場 0–0–15      | 東張出横綱 10–5         | 東張出横綱 9–3–3            |
| 1983年 （昭和58年） | 西横綱 5–4–6            | 西横綱 休場 0–0–15      | 西横綱 休場 0–0–15      | 西横綱 休場 0–0–15          | 東張出横綱 4–1–10       | 東張出横綱 11–4             |
| 1984年 （昭和59年） | 東張出横綱 8–7          | 東張出横綱 10–5         | 西横綱 15–0             | 東横綱 11–4                 | 東横綱 0–3–12           | 東張出横綱 3–4–8            |
| 1985年 （昭和60年） | 西横綱 引退 0–3–0       | x                       | x                       | x                           | x                       | x                           |
| 各欄の数字は、「勝ち-負け-休場」を示す。 優勝 引退 休場 十両 幕下 三賞：敢=敢闘賞、殊=殊勲賞、技=技能賞 その他：★=金星 番付階級：幕内 - 十両 - 幕下 - 三段目 - 序二段 - 序ノ口 幕内序列：横綱 - 大関 - 関脇 - 小結 - 前頭（「#数字」は各位内の序列） |                         |                         |                         |                             |                         |                             |

## 合い口
- 元横綱・北の富士には2勝4敗。
- 元横綱・琴櫻には2勝6敗。
- 元横綱・輪島には21勝23敗。他に優勝決定戦で1勝1敗がある。横綱同士の対戦は18勝14敗。
- 元横綱・若乃花(2代)||には25勝18敗(不戦敗1を含む)。他に優勝決定戦で2勝がある。横綱同士の対戦は14勝7敗(不戦敗1を含む)。
- 元横綱・三重ノ海には26勝13敗。横綱同士の対戦は2勝2敗。
- 元横綱・千代の富士には12勝6敗。他に優勝決定戦で1敗がある。横綱同士の対戦は2勝4敗。
- 元横綱・隆の里には15勝7敗。横綱同士の対戦は1勝4敗。
- 元横綱・双羽黒には1敗。双羽黒が入幕二場所目の対戦である。
- 元横綱・北勝海には2勝3敗。いずれも北勝海がまだ保志時代の対戦である。
- 元横綱・大乃国には3勝3敗。いずれも大乃国が大関・横綱に昇進前の対戦である。
- 元横綱・旭富士には3勝3敗(他に不戦勝1を含む)。いずれも旭富士が大関・横綱に昇進前の対戦である。
- 元大関・清國には2勝4敗。
- 元大関・前の山には2勝2敗。いずれも前の山の大関陥落後の対戦である。
- 元大関・大麒麟には4勝6敗。大関同士の対戦は1勝1敗、北の湖の横綱昇進後は1勝。
- 元大関・貴ノ花には36勝10敗。他に優勝決定戦で2敗がある。大関同士の対戦は1勝1敗、北の湖の横綱昇進後は32勝4敗。
- 元大関・大受には20勝3敗(他に不戦勝1を含む)。大関同士の対戦は2勝。
- 元大関・魁傑には26勝9敗。他に優勝決定戦で1敗がある。
- 元大関・旭國には27勝7敗。
- 元大関・琴風には20勝3敗。
- 元大関・若嶋津には6勝8敗。
- 元大関・朝潮(4代)には7勝13敗(不戦敗1を含む)。
- 元大関・小錦には1敗。小錦が入幕三場所目の時の対戦である。

## 幕内対戦成績
| 力士名   | 勝数  | 負数 | 力士名      | 勝数 | 負数  | 力士名     | 勝数 | 負数  | 力士名   | 勝数 | 負数 |
| -------- | ----- | ---- | ----------- | ---- | ----- | ---------- | ---- | ----- | -------- | ---- | ---- |
| 青葉城   | 16    | 2(1) | 青葉山      | 12   | 0     | 朝潮       | 7    | 13(1) | 朝登     | 1    | 0    |
| 旭國     | 27    | 7    | 旭富士      | 3(1) | 3     | 東洋       | 4    | 1     | 天ノ山   | 9    | 0    |
| 荒勢     | 31    | 2    | 板井        | 1    | 1(1)  | 大潮       | 8    | 4     | 巨砲     | 20   | 2    |
| 大錦     | 6     | 0    | 大乃国      | 3    | 3     | 大豊       | 2    | 0     | 大鷲     | 1    | 2    |
| 魁輝     | 12    | 2    | 魁傑        | 26   | 9*    | 北尾       | 0    | 1     | 北瀬海   | 10   | 0    |
| 北の富士 | 2     | 4    | 騏ノ嵐      | 1    | 1     | 清國       | 2    | 4     | 麒麟児   | 28   | 4    |
| 蔵間     | 17    | 0    | 黒瀬川      | 9    | 0     | 黒姫山     | 26   | 8     | 高鉄山   | 1    | 0    |
| 高望山   | 3     | 0    | 琴風        | 20   | 3     | 琴ヶ嶽     | 1    | 0     | 琴櫻     | 2    | 6    |
| 琴千歳   | 1     | 0    | 琴若        | 2    | 0     | 小錦       | 0    | 1     | 金剛     | 9    | 5    |
| 斉須     | 1     | 0    | 蔵玉錦      | 5    | 1     | 逆鉾       | 3    | 1(1)  | 佐田の海 | 10   | 0    |
| 白田山   | 0     | 1    | 陣岳        | 0    | 1     | 大峩       | 3    | 1     | 大麒麟   | 4    | 6    |
| 大受     | 20(1) | 3    | 大寿山      | 6    | 5(1)  | 大雄       | 1    | 1     | 隆の里   | 15   | 7    |
| 貴ノ花   | 36    | 10** | 高見山      | 35   | 8     | 多賀竜     | 2    | 1     | 谷嵐     | 1    | 0    |
| 玉輝山   | 6     | 0    | 玉ノ富士    | 23   | 2     | 千代の富士 | 12   | 6*    | 出羽の花 | 14   | 3(1) |
| 天龍     | 1     | 1    | 時葉山      | 4    | 1     | 栃赤城     | 13   | 3     | 栃東     | 3    | 2    |
| 栃勇     | 0     | 1    | 栃王山      | 1    | 0     | 栃剣       | 3    | 0     | 栃光     | 29   | 0    |
| 羽黒岩   | 5     | 2    | 長谷川      | 13   | 4     | 飛騨乃花   | 1    | 1     | 福の花   | 2    | 1    |
| 富士櫻   | 27    | 7(1) | 藤ノ川      | 1    | 0     | 二子岳     | 4    | 0     | 双津竜   | 7    | 0    |
| 鳳凰     | 10    | 0    | 保志        | 2    | 3     | 前の山     | 2    | 2     | 舛田山   | 11   | 0    |
| 三重ノ海 | 26    | 13   | 陸奥嵐      | 3    | 2     | 豊山       | 21   | 0     | 琉王     | 1    | 2    |
| 龍虎     | 7     | 1    | 若獅子      | 5    | 0     | 若嶋津     | 6    | 8     | 若浪     | 0    | 1    |
| 若ノ海   | 6     | 0    | 若乃花(2代) | 25** | 18(1) | 若の富士   | 1    | 1     | 若二瀬   | 1    | 0    |
| 輪島     | 21*   | 23*  | 鷲羽山      | 17   | 2     |            |      |       |          |      |      |

- 他に優勝決定戦で若乃花に2勝（ともに若三杉時代）、輪島に1勝1敗、貴ノ花に2敗、魁傑・千代の富士に各1敗がある。

## 改名歴
- 北の湖 敏満（きたのうみ としみつ）1967年1月場所 - 1985年1月場所

## 年寄変遷
- 北の湖 敏満（きたのうみ としみつ）1985年1月 - 2015年11月20日（一代年寄）